# Envase de alimentos
Los envases de alimentos se definen, como aquellos elementos destinados a contener productos que servirán de comida o alimento al ser humano. Las principales características de estos envases son la de ofrecer protección, resistencia a su manipulación y dar respuesta a necesidades de protección físicas, químicas o biológicas. Asimismo, cumplen una segunda función, la cual es mostrar al consumidor el producto, junto con indicar la información nutricional en el alimento a ser consumido.

## Funciones de los envases

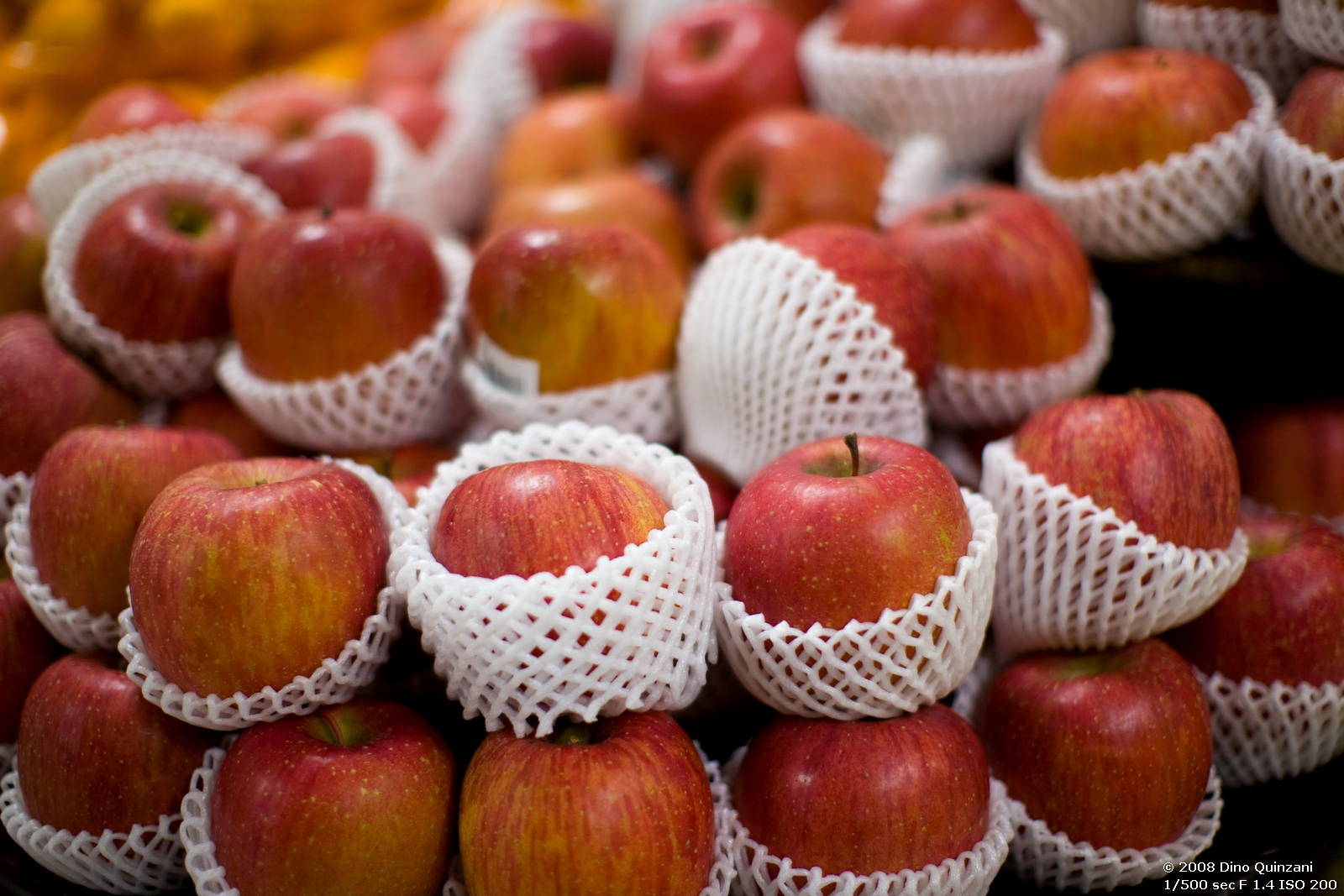
Manzanas envasadas

Protección física: permite al alimento estar protegido de altas presiones, vibraciones, temperatura, golpes, etc.
Protección como barrera química: ofrece al alimento una barrera contra el oxígeno, vapor de agua, polvo, etc; según se necesite, pues la permeabilidad es un elemento de diseño crítico para su vida útil. Algunos envases contienen disencantes o capturadores de oxígeno que contribuyen a un aumento en la vida útil y mantención de característica organolépticas de los productos. Las atmósferas modificadas y controladas también contribuyen a este fin, manteniendo los alimentos limpios, frescos y en perfecto estado.
Contención o agrupación: aquellos alimentos de pequeño tamaño son generalmente agrupados en conjunto por razones de eficiencia de espacio, como lo son aquellos alimentos en 
polvo o granulares.
Transmitir información: los envases de alimentos también se diseñan para comunicar como serán usados, transportados, reciclados o desechados, según la reglamentación de cada país.
Marketing o mercadeo: los envases, al igual que la etiquetas pueden ser utilizados por las marcas o empresas para asegurar que los potenciales consumidores, efectúen su compra. El diseño de los envases ha sido un fenómeno en constante evolución y de mucha importancia en las últimas décadas. La comunicación de markerting y el diseño de estos envases son aplicados a las superficies de los envases y en muchos casos son replicados en el punto de venta de los productos.
Seguridad: los envases son también importantes en la reducción de riesgos en el transporte o flete de los alimentos. Los envases son diseñados según el grado de manipulación al cual serán sometidos, junto con la implementación de sellos o seguros que reduzcan el robo o perdida efectuada por terceros. Lo cual puede incluir, dispositivos electrónicos que indiquen su salida fuera de un perímetro, rótulos de papel con leyendas tales como "no utilizar si el sello está roto", o bien tapas que indiquen la pérdida de hermiticidad de una botella, como el alimento para bebes. 
Comodidad: los envases también pueden incorporar diseños anatómicos, para una mejor manipulación con las manos. Sellos de apertura fácil, que eviten utilizar herramientas. E incluso, accesorios que permitan un cierre fácil del envase una vez abierto.
Control de dosificación: envases de menor tamaño para utilización una sola vez. Alimentos aglomerados, tales como la sal, ajustados a pequeñas porciones en el hogar. Así como envases a la medida utilizados en las industrias, para un adecuado conteo de su inventario.

## Tipos de envases
Tipos de envases de alimentos: se clasifican también como primarios, secundarios y terciarios, siendo el envase primario, aquel que tiene contacto con el alimento.
Envases aséptico: envases primarios. Ej: utilizado en contacto con huevo líquido.
Bandejas plásticas: envase primarios: Ej: utilizado en pollo, carne y pescado porcionado.
Bolsas de plástico: envase primario. Ej: utilizado para vender papas o patatas congeladas
Cajas plásticas: envase secundario. Ej: utilizado para transportar botellas plásticas o de vidrio.
Tarros de hojalata o latas: envase primario. Ej: utilizado para conservas de frutas, carnes, etc.
Cartón: envase primario. Ej: utilizado para transportar huevo.
Plástico flexible: envase primario. Ej: utilizado para porcionar sal, mayonesa y otros aderezos.
Pallets: envase terciario. Ej: utilizado para transportar cajas a nivel industrial, desde las fábricas de manufactura a los centros de distribución.
Film plástico de pallet: envase terciario. Ej: plástico utilizado para estibar y asegurar cajas en los pallets de alimentos durante su transporte.

:Envases de vidrio: envases primarios. Ej: utilizados para envasar conservas, salsas y bebidas.

## Normativa
En la Unión Europea están regulados por el Reglamento de Envases y Residuos de Envases (PPWR).